# Rui Akikawa
Rui Akikawa (秋川ルイ 秋川ルイ, Akikawa Rui) est une idole japonaise de la vidéo pour adultes réputée pour son tour de poitrine de 103 cm, qui égale presque celui de Hitomi Tanaka.

## Biographie et carrière
Rui Akikawa est née le 28 août 1988 à Osaka, Japon. Son premier DVD paraît au mois de janvier 2008 sous la marque Moodyz, studios pour lesquels elle travaillera les mois suivants. Elle interprète également des films pour Oppai dont celui présenté au concours de l'AV Grand Prix en 2009. À partir du début septembre, elle parait au génériques sous le nom de Minami (愛実).

## Filmographie partielle
| Titre du film et de | Producteur N° d'identification        | Réalisateur | Parution   | Notes |
| --- | ------------------------------------- | ----------- | ---------- | --- |
| Bombastic Tits of Miracle Debut: Rui Akikawa 奇跡の爆乳デビュー Jcup103cm 秋川ルイ | Moodyz Diva MIDD-349                  |             | 10-01-2008 | Debut |
| Sex On The Beach 18 秋川ルイ | Moodyz Diva MIDG-360                  |             | 13-02-2008 | . |
| I J Jcup ☆ big hooters ! | Kira-Kira KISD-013                    |             | 19-03-2008 | Avec Towa Mitsui et Yuka Haneda |
| Orgy With Black 黒人と乱交 秋川ルイ | Moodyz Gati MIDG-127                  |             | 11-04-2008 | . |
| 103 cm Jcup RUI | Out Vision / Oppai PPPD-006           | .           | 19-05-2008 | |
| MOODYZ有名女優30人 珠玉の美尻カーニバル4時間 | Moodyz Best MIBD-295                  | .           | 13-06-2008 | Avec Yua Aida, 竹内あい, 浜崎りお (森下えりか, 篠原絵梨香), 青山菜々, 紅音ほたる（秋月杏奈）, ICHIKA, 早川瀬里奈, 大橋未久, 南波杏, 黒木なほ, and 青木玲        |
| Sex On The Beach Best 2 | Moodyz Gati MIDG-301                  |             | 01-07-2008 | Avec 竹内あい, 青山菜々, 鈴木杏里, 南つかさ, まりりん |
| 真性中出し 秋川ルイ | Moodyz Gati MIDG-164                  |             | 13-07-2008 | |
| 108cm K-cup, 103cm K-cup, 103cm J-cup, 97cm H-cup: Biggest Bomber Boobs Orgy in History １０８ｃｍＫｃｕｐ １０３ｃｍＫｃｕｐ １０３ｃｍＪｃｕｐ ９７ｃｍＨｃｕｐ 史上最大の爆乳大乱交 Shijō saidai no bakunyū dairankō | Oppai AVGL-113                        |             | 22-11-2008 | Présenté au concours de l'AV Grand prix 2009 Avec Rin Aoki, Chichi Asada, Ryou Momose                                                                           |
| 103cm J-cup: Rui Akikawa: Tit-Fucking １０３ｃｍ Ｊｃｕｐ 秋川ルイ パイズリ 103 cm J-cup Akikawa Rui: paizuri | Out Vision / Oppai PPPD-036           | Kengo       | 19-02-2009 | |
| 103cm J-cup Rui Akikawa: Soap 1０３ｃｍ Ｊｃｕｐ 秋川ルイ ソープ | Out Vision / Oppai Mania PPPD-042     | Kengo       | 19-03-2009 | |
| 103cm J-cup: Rui Akikawa: Woman Teacher １０３ｃｍ Ｊｃｕｐ 秋川ルイ 女教師 103 cm Jcup Akikawa Rui jokyōshi | Oppai label PPPD-050                  | Kengo       | 19-04-2009 | |
| Richter-Scale J: Perverted Bomber-Boob Woman on Top: Rui Akikawa 震度Ｊ 馬乗り爆乳痴女 秋川ルイ Shindo J umanori bakunyuu chijo: Akikawa Rui                                                                            | Oppai label PPPD-065                  | Sion        | 19-08-2009 | |
| Cosplay, Bomber Boobs and Tit-Fucking 2 コスプレと爆乳とパイズリ2 Kosupure to bakunyū to paizuri 2 | Oppai label PPPD-081                  |             | 19-12-2009 | Séries des Cosplay, gros seins et mazophallation series Avec Chichi Asada, Megumi Maki, Sakura, Airi Ai, Hinano Sakaki, Neiro Suzuka, Aya, Nana Aoyama et Chisa |
| Boin "Rui Akikawa" Box Boin「秋川ルイ」Box 秋川ルイ | Art Body Collection / BoinBB BOBB-048 |             | 19-12-2009 | Série Boin Box |
| Boin "Rui Akikawa" Box 2 Boin「秋川ルイ」Box2 秋川ルイ | Art Body Collection / BoinBB BOBB-052 |             | 01-01-2010 | Série Boin Box |
| Gal Double Fellatio ギャルWフェラチオ Gyaru W ferachio | Glory Quest GQR-37                    |             | 01-04-2010 | Avec Kyoko Takashima, Nao Tachibana, Miwa Nishiki, Mana Izumi et 14 autres actrices                                                                             |
| Ten Glamorous Bomber-Boobed Women 爆乳グラマラス１０人 Bakunyuu Glamorous 10-nin | Art Body Collection / BoinBB BOBB-061 |             | 19-04-2010 | Série Boin Box avec Haru Aoki, Kyouko Takashima, Maron Akino, Lulu Sano, Suzuka, Yui Tachibana, Hinano, Momoe Mochida                                           |